# Agerina
Agerina es un género de foraminífero bentónico considerado homónimo posterior de Agerina Tjernvik, 1956, y sustituido por Agerella de la subfamilia Cornuspirinae, de la familia Cornuspiridae, de la superfamilia Cornuspiroidea, del suborden Miliolina y del orden Miliolida. Su especie tipo es Vidalina martana. Su rango cronoestratigráfico abarca desde el Sinemuriense superior (Jurásico inferior) hasta el Aaleniense (Jurásico medio).

## Clasificación
Agerina incluye a la siguiente especie:
- Agerina martana †